# Andrew J. Ferchland
Andrew Joel Ferchland, född 26 januari 1987 i Orange County i Kalifornien, är en amerikansk skådespelare. Han påbörjade sin karriär som barnskådespelare under 1992, och har därefter synts till i flera småroller på både film och TV. Bland dessa roller märks rollen som den unge pojken Collin (kallad "Den smorde"/"The Anointed One"), i TV-serien Buffy och vampyrerna.

## Filmografi (i urval)
- 1994 – Galen i dig (TV-serie)
- 1994 – Cityakuten (TV-serie)
- 1995 – Earth 2 - den andra jorden (TV-serie)
- 1996 – Chicago Hope (TV-serie)
- 1996 – The Fan
- 1997 – Buffy och vampyrerna (TV-serie)
- 2000 – Vem dömer Amy? (TV-serie)